# Les Petits As
Das Les Petits-As-Turnier (französisch die kleinen Champions) ist ein internationaler Tenniswettbewerb, der seit 1982 jährlich in Tarbes (Frankreich) stattfindet. Es ist für Juniorinnen und Junioren offen und zählt zu den wichtigsten Turnieren der Altersklasse der 12- bis 14-Jährigem. Es wird oft, obwohl es keinen offiziellen Titel trägt, als Weltmeisterschaft der 12- bis 14-Jährigen angesehen. Es hat zahlreiche Profispieler hervorgebracht, darunter einige der besten der Welt, wie Michael Chang (Sieger 1986), Martina Hingis (1991 und 1992), Juan Carlos Ferrero (1994), Kim Clijsters (1997), Richard Gasquet (1999), Rafael Nadal (2000), Jeļena Ostapenko und Bianca Andreescu.

## Geschichte
Die Idee zu diesem Turnier stammt von Jacques Dutrey, seinerzeit Angestellter in einem Sportgeschäft von Jean-Claude Knaebel. Knaebel rief das Turnier dann gemeinsam mit Hervé Siméon und seiner Frau Claudine, der Schwester von Jacques Dutrey, ins Leben. Hervé Siméon starb einige Jahre später, und Claudine heiratete Jean-Claude Knaebel erneut. Das Paar leitete das Turnier gemeinsam mit Jacques Dutrey.

## Format
Das Turnier wird auf GreenSet-Hartplätzen in der Halle ausgetragen. Rund 7.000 Spieler nehmen an den Vorqualifikationsturnieren in ganz Frankreich teil. Diese Zahl wird auf 350 für die letzte Qualifikationsrunde und 64 für das Finalturnier reduziert. Das jeweilige Teilnehmerfeld der Jungen und Mädchen setzt sich aus 46  Spielern, 2 Special Exempt, 8 Qualifikanten und 8 Teilnehmern, die eine Wildcard erhalten, zusammen. Es werden Einzel- und Doppelwettbewerbe durchgeführt, ebenso Rollstuhlwettbewerbe im Einzel.
Das Event wird jedes Jahr von 45.000 Besuchern in Tarbes besucht und hat jährlich über 125.000 Livestream-Zuschauer in 151 Ländern. Das Event wird vom Internationalen Tennisverband (ITF) reguliert.

## Termin
Das kommende Turnier findet vom 22. Januar bis 1. Februar 2026 statt.